# Saint-Paul (Quebec)
Saint-Paul es un municipio canadiense situado en la provincia de Quebec.

## Superficie
Saint-Paul tiene una superficie de 49,11 km².

## Demografía
En 2021, tenía 6566 habitantes, una densidad poblacional de 133,7 hab./km², y 2755 viviendas.